# Allemagne au Concours Eurovision de la chanson 2014
L'Allemagne a annoncé le 20 juin 2013 sa participation au Concours Eurovision de la chanson 2014 à Copenhague, au Danemark.
Elaiza, le groupe représentant l'Allemagne au Concours Eurovision de la chanson, est annoncé le 13 mars 2014, à la suite de sa victoire lors de la finale nationale Unser song für Dänemark.
Sa chanson est Is it right?.

## Processus de sélection
C'est par le biais de l'émission Unser song für Dänemark que seront choisis l'interprète et la chanson qui représenteront l'Allemagne au Concours Eurovision de la chanson,.

## Unser song für Dänemark

### Liste des chansons
En plus de sept artistes choisis en interne, une wildcard sera attribuée à l'artiste qui sera sélectionné via une plateforme publique.
| Draw | Artiste          | Chanson (English Translation)      | Résultat | Place |
| ---- | ---------------- | ---------------------------------- | -------- | ----- |
| 1    | Elaiza           | "Is It Right"                      | 23,6 %   | 1     |
| 2    | Nicole Milik     | "I See Fire"                       | 8,2 %    | 5     |
| 3    | Simon Glöde      | "Blame it on the Boogie"           | 7,5 %    | 6     |
| 4    | Melanie Schlüter | "Run"                              | 4,9 %    | 10    |
| 5    | Cassie Greene    | "Not This Time"                    | 6,6 %    | 8     |
| 6    | Valentina        | "Love is Gone"                     | 7,3 %    | 7     |
| 7    | Caroline Rose    | "Amber Sky"                        | 17,2 %   | 2     |
| 8    | Max Krumm        | "Home"                             | 8,6 %    | 4     |
| 9    | Ambre Vallet     | "Siehst du mich?" (Do you see me?) | 6,3 %    | 9     |
| 10   | Bartosz          | "Walk Away"                        | 9,8 %    | 3     |

### Finale nationale

#### Artistes et chansons
| Artiste             | Chansons (English translation)                           | Composer(s)                                                                                         | Photo |
| ------------------- | -------------------------------------------------------- | --------------------------------------------------------------------------------------------------- | ----- |
| Das Gezeichnete Ich | "Weil du da bist" (Because you're there)                 | Das Gezeichnete Ich, Sebastian Budde                                                                |       |
| Das Gezeichnete Ich | "Echo"                                                   | Das Gezeichnete Ich, Sebastian Budde                                                                |       |
| Elaiza              | "Is It Right"                                            | Elżbieta Steinmetz, Frank Kretschmer, Adam Kesselhaut                                               |       |
| Elaiza              | "Fight Against Myself"                                   | Elżbieta Steinmetz, Frank Kretschmer, Adam Kesselhaut                                               |       |
| Madeline Juno       | "Like Lovers Do"                                         | Madeline Juno, Dave Roth                                                                            |       |
| Madeline Juno       | "Error"                                                  | David Jost, Dave Roth, Madeline Juno                                                                |       |
| MarieMarie          | "Cotton Candy Hurricane"                                 | Thies Mynther, MarieMarie, Juri Kannheiser, Thomas Rainer Berthold                                  |       |
| MarieMarie          | "Candy Jar"                                              | MarieMarie, Anya Weihe, Johannes Vogt, Maximilian Spindler, Alexander Rapp                          |       |
| Oceana              | "Thank You"                                              | Oceana Mahlmann, Sir Darryl Farris, Andre Harris, Joseph ("joblaq") Macklin                         |       |
| Oceana              | "All Night"                                              | Oceana Mahlmann, Sir Darryl Farris, Andre Harris, Joseph ("joblaq") Macklin                         |       |
| Santiano            | "Wir werden niemals untergehen" (We'll never go down)    | Frank Ramond, Mark Nissen, Hartmut Krech, Lukas Hainer                                              |       |
| Santiano            | "The Fiddler On The Deck"                                | Frank Ramond, Mark Nissen, Hartmut Krech, Lukas Hainer                                              |       |
| The Baseballs       | "Mo Hotta Mo Betta"                                      | Beatzarre, Gareth Owen, Konstantin "Djorkaeff" Scherer, Rüdiger Brans, Sebastian Rätzel, Sven Budja |       |
| The Baseballs       | "Goodbye Peggy Sue"                                      | Håkan Glänte                                                                                        |       |
| Unheilig            | "Als wär's das erste Mal" (As if it were the first time) | Der Graf, Henning Verlage, Markus Tombült                                                           |       |
| Unheilig            | "Wir sind alle wie eins" (We are all as one)             | Der Graf, Henning Verlage, Markus Tombült                                                           |       |

#### Round 1
| Draw | Artiste             | Chanson                   | Résultat |
| ---- | ------------------- | ------------------------- | -------- |
| 1    | Das Gezeichnete Ich | "Weil du da bist"         | Out      |
| 2    | Oceana              | "Thank You"               | Out      |
| 3    | Santiano            | "The Fiddler On The Deck" | Advanced |
| 4    | MarieMarie          | "Cotton Candy Hurricane"  | Advanced |
| 5    | The Baseballs       | "Mo Hotta Mo Betta"       | Out      |
| 6    | Elaiza              | "Is It Right"             | Advanced |
| 7    | Unheilig            | "Als wär's das erste Mal" | Advanced |
| 8    | Madeline Juno       | "Like Lovers Do"          | Out      |

#### Round 2
| Draw | Artiste    | Chanson                         | Résultat |
| ---- | ---------- | ------------------------------- | -------- |
| 1    | Santiano   | "Wir werden niemals untergehen" | Out      |
| 2    | MarieMarie | "Candy Jar"                     | Out      |
| 3    | Elaiza     | "Fight Against Myself"          | Out      |
| 4    | Unheilig   | "Wir sind alle wie eins"        | Advanced |
| –    | Santiano   | "The Fiddler On The Deck"       | Out      |
| –    | MarieMarie | "Cotton Candy Hurricane"        | Out      |
| –    | Elaiza     | "Is It Right"                   | Advanced |
| –    | Unheilig   | "Als wär's das erste Mal"       | Out      |

#### Round 3
| Draw | Artiste  | Chanson                  | Televote | Résultat  |
| ---- | -------- | ------------------------ | -------- | --------- |
| 1    | Elaiza   | "Is It Right"            | 55 %     | Winner    |
| 2    | Unheilig | "Wir sind alle wie eins" | 45 %     | Runner-up |

## À l'Eurovision
L'Allemagne a voté dans la deuxième demi-finale, le 8 mai 2014 et a participé à la finale le 10 mai 2014.
Lors de la finale, le pays termina à la 18e place, avec 39 points.